# Mordellistena crinita
Mordellistena crinita är en skalbaggsart som beskrevs av Liljeblad 1945. Mordellistena crinita ingår i släktet Mordellistena och familjen tornbaggar. Inga underarter finns listade i Catalogue of Life.